# شیائو روتنگ
شیائو روتنگ (انگلیسی: Xiao Ruoteng؛ زادهٔ ۳۰ ژانویهٔ ۱۹۹۶) یک ژیمناست هنری اهل جمهوری خلق چین است. 
از افتخارات وی میتوان به کسب مدال برنز تیمی در مسابقات جهانی ژیمناستیک هنری ۲۰۱۵ اشاره کرد.